# Meitō-ku
Meitō (名東区, Meitō-ku) est l'un des seize arrondissements de la ville de Nagoya au Japon. Il est situé à l'est de la ville.
En 2016, sa population est de 164 376 habitants pour une superficie de 19,45 km2, ce qui fait une densité de population de 8 450 hab./km2.

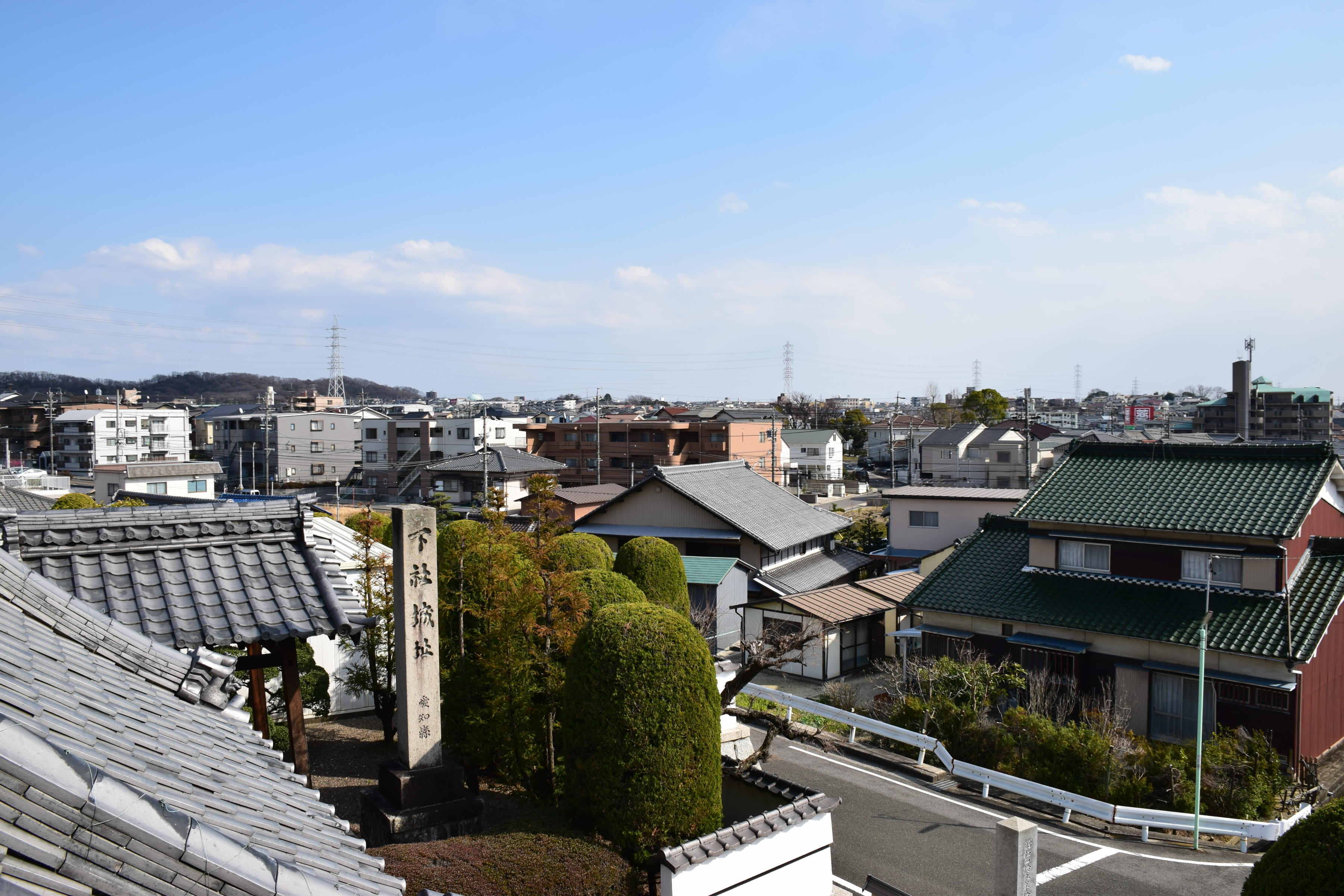
Vue de l'arrondissement.

## Histoire
L'arrondissement a été créé en 1975.

## Transport publics
L'arrondissement est desservi par plusieurs lignes ferroviaires :
- la ligne Higashiyama du métro de Nagoya,
- la ligne Linimo.